# Schichtvulkan

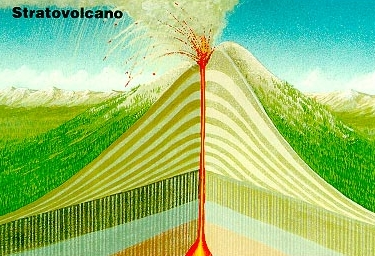
Aufbau eines Schichtvulkans

Schichtvulkane, auch Stratovulkane (von lateinisch stratum ‚Schicht‘) genannt, sind aus einzelnen geologischen Schichten von Lava und Lockermassen aufgebaute Vulkane. Man erkennt sie an ihrer relativ steilen, spitzkegeligen Form. Aufgrund der „grauen“, nicht glühenden Förderprodukte werden sie gelegentlich auch als „graue Vulkane“ bezeichnet.

## Entstehung

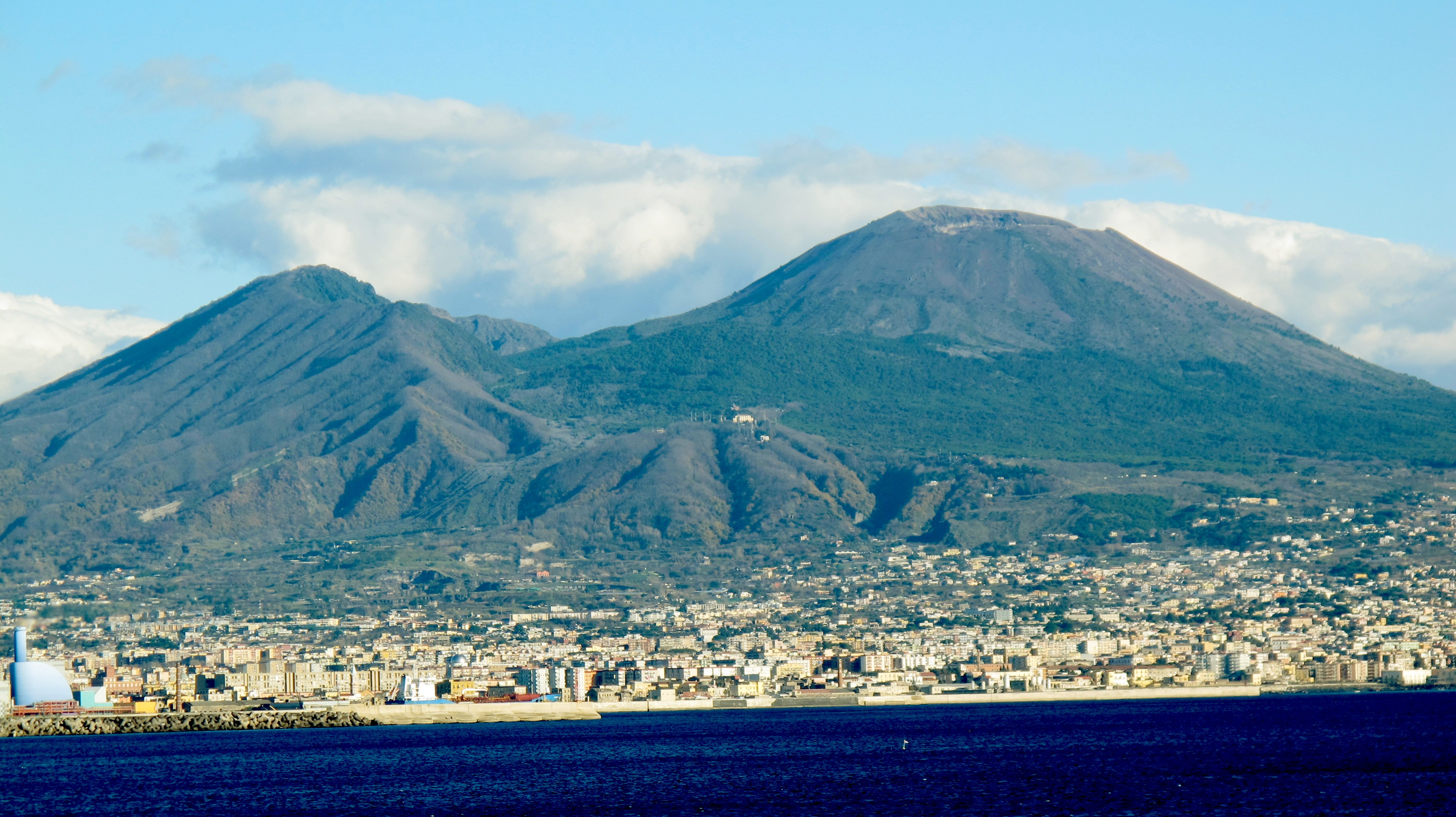
Vesuv, Italien

Ursache für ihre Entstehung ist vor allem der Silicium-Gehalt des Magmas, der bei solchen Vulkanen meist zwischen etwa 55 und 60 % liegt. Dadurch ist das Magma relativ zähflüssig – fließt also nicht sehr weit und bildet dicke Lavaströme. Es handelt sich dabei meist um differenziertes Magma, also Magma, das sich aus basaltischem Magma entwickelt hat, oder um Magma, das durch Einschmelzung des unteren Teils der Erdkruste entsteht. Es ist mit rund 700 bis 900 °C relativ kalt. Der hohe Gasanteil bewirkt, dass die Eruptionen explosiv verlaufen und zwar meist im Wechsel zwischen austretendem Lockermaterial, genannt Tephra (Bomben, Lapilli, Aschen), und Lava. Eine solche Abfolge verursacht bei Erkaltung und Ablagerung die charakteristische Schichtung, die namensgebend für diesen Vulkantyp ist.
Die Gewalt der Vulkanausbrüche, auch als plinianische Eruptionen bezeichnet, ist bei dieser Form des Vulkanismus so groß, dass die vulkanischen Lockermassen als vulkanische Aschen bis in Höhen von 40 km in die Erdatmosphäre geschleudert werden können.
Stürzt die Magmakammer des Vulkans anschließend in sich zusammen, wird sein Gipfel durch den Caldera genannten Einbruchkessel ersetzt, in dem sich ein neuer Vulkankegel bildet. Diese Form wird Somma-Vulkan genannt, nach dem klassischen Beispiel des Vesuv, der aus dem älteren Monte Somma und dem jüngeren eigentlichen Vesuv-Kegel besteht. Weitere Beispiele für Somma-Vulkane sind der Pico de Fogo auf den Kapverden und der Awatscha auf Kamtschatka.
Die Tätigkeit von Stratovulkanen wird oft durch lange Ruhephasen unterbrochen, in denen die Lava im Vulkanschlot erstarrt. Kann das Magma beim erneuten Aufstieg den alten Schlot nicht durchdringen, kommt es zu einer Verlagerung der Eruptionsachse und der neue Krater entsteht an den Flanken des alten Kegels. Bleibt er kleiner als der ältere Vulkan, spricht man von Adventiv- oder Flankenvulkan. Zwei etwa gleich große Stratovulkankegel bezeichnet man als Zwillings- oder Doppelvulkane. Diese Form weisen beispielsweise der Chimborazo und der Elbrus auf.

## Vorkommen

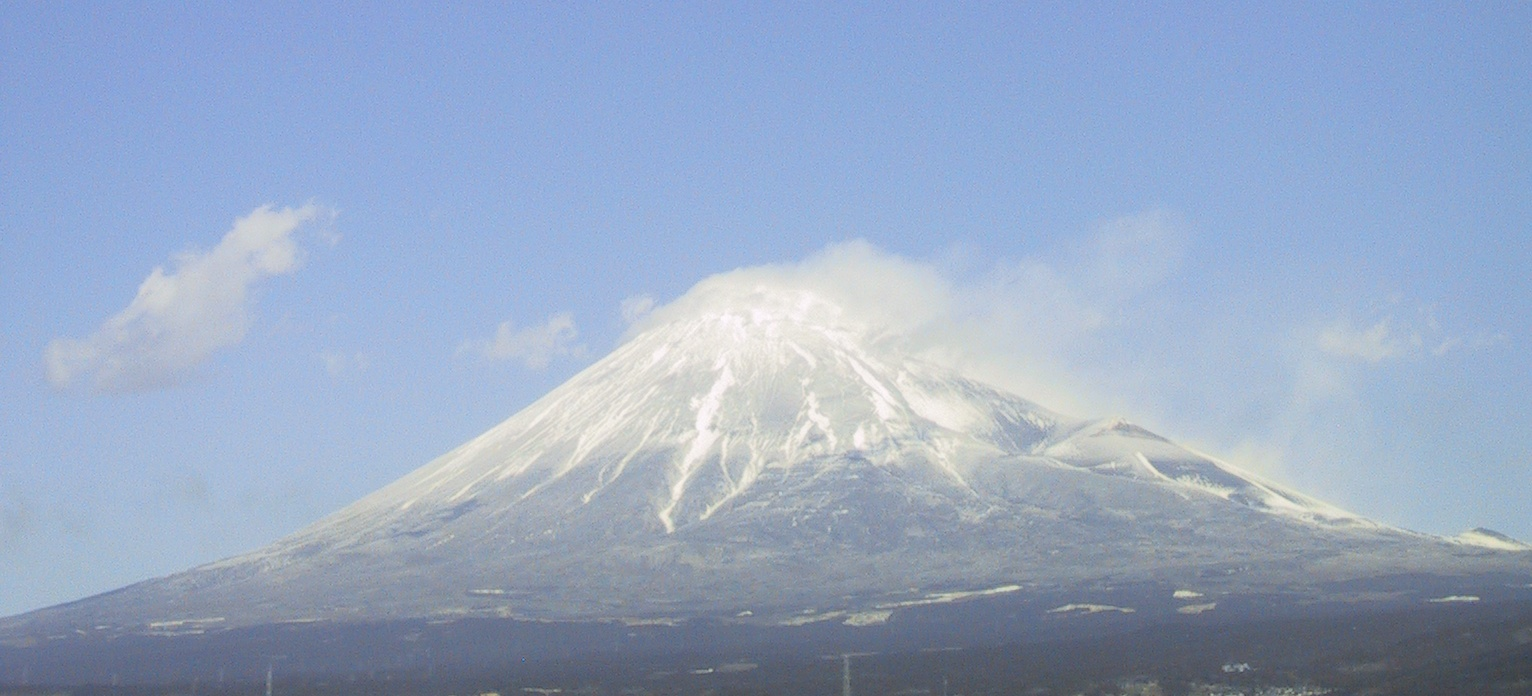
Fujisan, Japan

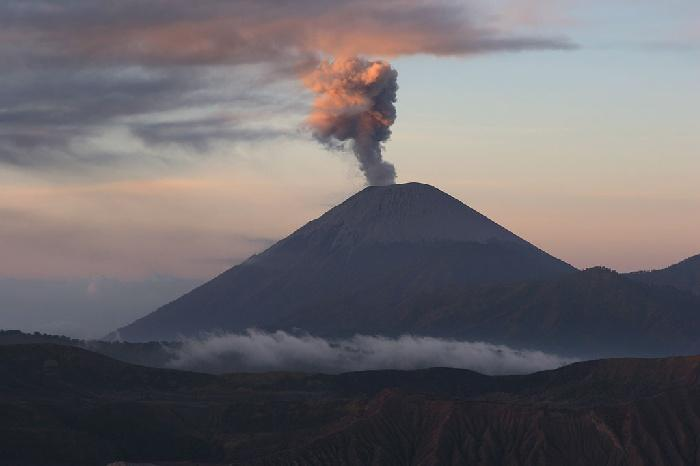
Semeru auf der indonesischen Insel Java

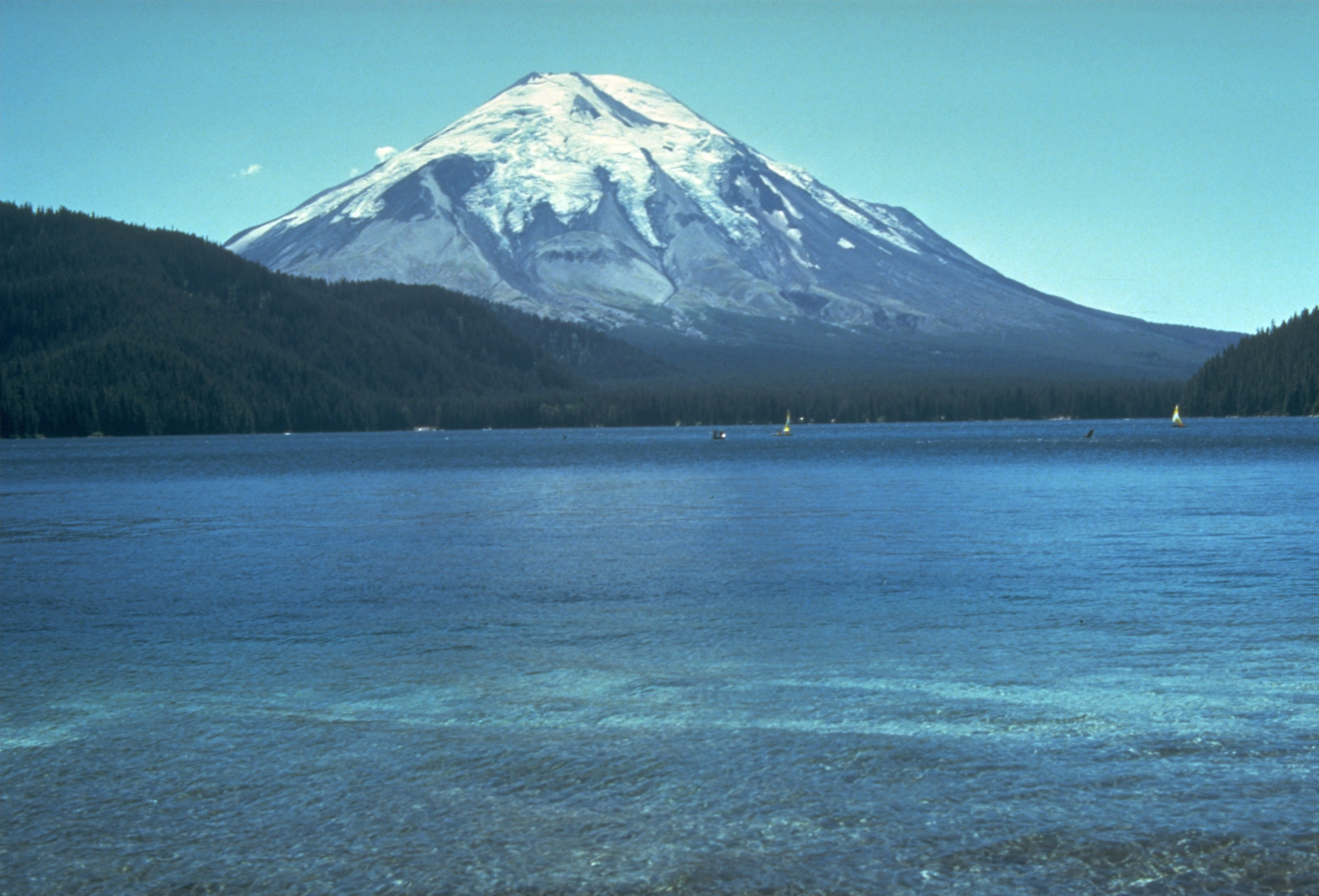
Mount Saint Helens, USA, vor dem Ausbruch 1980

Von den weltweit etwa 1400 aktiven, das heißt, in den letzten 10.000 Jahren ausgebrochenen Vulkanen sind rund 700 Schichtvulkane.
Die meisten Schichtvulkane finden sich an Subduktionszonen z. B. entlang des pazifischen Feuerrings, aber auch auf Island und im Mittelmeerraum.
Einige ihrer berühmtesten Vertreter sind der Fujisan in Japan, der Mount St. Helens in den USA, der Pinatubo und der Mayon auf den Philippinen, der Vesuv in Italien, der Ätna auf Sizilien, der Lanín in Argentinien, der Snæfellsjökull in Island, Merapi auf Java und der Ararat in der Türkei.
Der höchste Schichtvulkan der Erde ist der Nevado Ojos del Salado in Chile mit 6887 m.
Der Kaiserstuhl ist ein Mittelgebirge in Deutschland, das seinen Ursprung in einem Schichtvulkan hat.